# Black Marble
Black Marble — американський музичний проєкт, заснований у 2011 році в Брукліні, Нью-Йорк. Його очолює електронний музикант Кріс Стюарт, а раніше брав участь Тай Кубе з Team Robespierre.

## Історія
Гурт Black Marble був започаткований у березні 2011 року, коли офіційно випустив свій дебютний EP. Також у 2012 році Black Marble випустили свій перший повноформатний альбом.
На початку 2016 року Кріс Стюарт вирішив переїхати до Лос-Анджелеса, Каліфорнія, тоді як Тай Кубе вирішив залишитися в Брукліні, Нью-Йорк, тож відтоді Black Marble став сольним проєктом Кріса Стюарта з деякими сесійними живими музикантами на деяких концертах.
У 2016 році Black Marble випустили свій другий повноформатний альбом. 
25 липня 2019 року група оголосила, що її третій студійний альбом Bigger Than Life вийде 25 жовтня на Sacred Bones Records. Разом з анонсом вийшов перший сингл платівки «One Eye Open».
У жовтні 2019 року гурт Black Marble випустив кліп на пісню зі свого останнього альбому — Private Show.

## Дискографія

### Студійні альбоми
- A Different Arrangement (2012, Hardly Art)
- It's Immaterial (2016, Ghostly International)
- Bigger Than Life (2019, Sacred Bones Records)
- Fast Idol (2021, Sacred Bones Records)

### EPs
- Weight Against the Door (2012, Hardly Art)
- I Must Be Living Twice (2020, Sacred Bones Records)